# Anagallis schliebenii
Anagallis schliebenii är en viveväxtart som beskrevs av Paul Erich Otto Wilhelm Knuth och Mildbr. Anagallis schliebenii ingår i släktet Anagallis och familjen viveväxter. Inga underarter finns listade i Catalogue of Life.